# Peter Andreas Fenger
Peter Andreas Fenger, född den 16 februari 1799 på Christianshavn, död den 8 februari 1878 i Köpenhamn, var en dansk präst. Han var bror till Johannes Ferdinand, Carl Emil och Rasmus Theodor Fenger samt far till Ludvig Fenger.
Fenger, som 1829 blev kyrkoherde i Slots-Bjergby vid Slagelse och 1855 vid Vor Frelsers Kirke i Köpenhamn, räknades som en av Grundtvigs äldsta, besinningsfullaste och självständigaste anhängare. Han var i sin första befattning en av ledarna för den religiösa väckelsen i Väst-Själland och förde 1833 en kraftig strid mot den rationalistiska riktningen i trakten.
Under en lång följd av år deltog han livligt i diskussionen om kyrkans angelägenheter. I synnerhet verkade han för psalmsångens höjande genom en ny upplaga av Thomas Kingos psalmer 1827 samt genom en av honom själv redigerad och i många kyrkor begagnad psalmbok ("Fengers tillägg", 1857; 7:e upplagan 1873). Han sökte även framkalla nya psalmmelodier och avfattade 1874 förslag till ny altarbok.

## Utmärkelser
- Riddare av Dannebrogorden,  1859[2]
- Dannebrogsmännens hederstecken,  1877[2]

[Redigera Wikidata]